# Saona
|  | Pel que fa a l'illa de la República Dominicana, vegeu Illa Saona. |

El Saona (la Saône, pronunciat [son], en francès) és un riu de l'est de França, afluent del Roine, amb el qual s'uneix a la ciutat de Lió.

## Geografia
El riu neix a la localitat de Vioménil, situada a la serralada dels Faucilles, al departament dels Vosges. font està situada a 392 metres d'altitud sobre el nivell del mar, mentre que la desembocadura al Roine, al centre de la ciutat de Lió, es troba a 158 metres d'alçada.
La longitud total del riu és de 473 quilòmetres. La zona de la conca del Saona assoleix els 30.000 km². El seu principal afluent és el Doubs, que prové del Franc Comtat. Abans de la confluència d'ambdós, que té lloc a la localitat de Verdun-sur-le-Doubs (departament de Saona i Loira), el Saona és conegut popularment com el Petit Saona, el que dona idea de la importància que té el Doubs en el cabal del riu.
El seu nom abans de la conquesta romana era Arar, que prové de l'arrel indoeuropea ar, que significa aigua. Aquest nom es deu segurament al fet que, donat que el riu flueix tan lentament, de vegades és difícil veure el sentit de les aigües (tal com explica Juli Cèsar a De bello gallico (Sobre la guerra de les Gàl·lies). El seu nom actual, en canvi, prové d'una font d'aigua sagrada situada a Chalon-sur-Saône, i que fou batejada així pels legionaris romans.

## Departaments i principals ciutats que travessa
- Vosges: Darney, Monthureux-sur-Saône, Châtillon-sur-Saône
- Alt Saona: Jonvelle, Corre, Jussey, Port-sur-Saône, Scey-sur-Saône, Gray
- Costa d'Or: Auxonne, Saint-Jean-de-Losne, Seurre
- Saona i Loira: Verdun-sur-le-Doubs, Chalon-sur-Saône, Tournus, Mâcon, Crêches-sur-Saône
- Ain: Thoissey, Jassans-Riottier, Trévoux
- Roine: Belleville-sur-Saône, Villefranche-sur-Saône, Anse
- Metròpoli de Lió: Neuville-sur-Saône, Caluire-et-Cuire, Lió

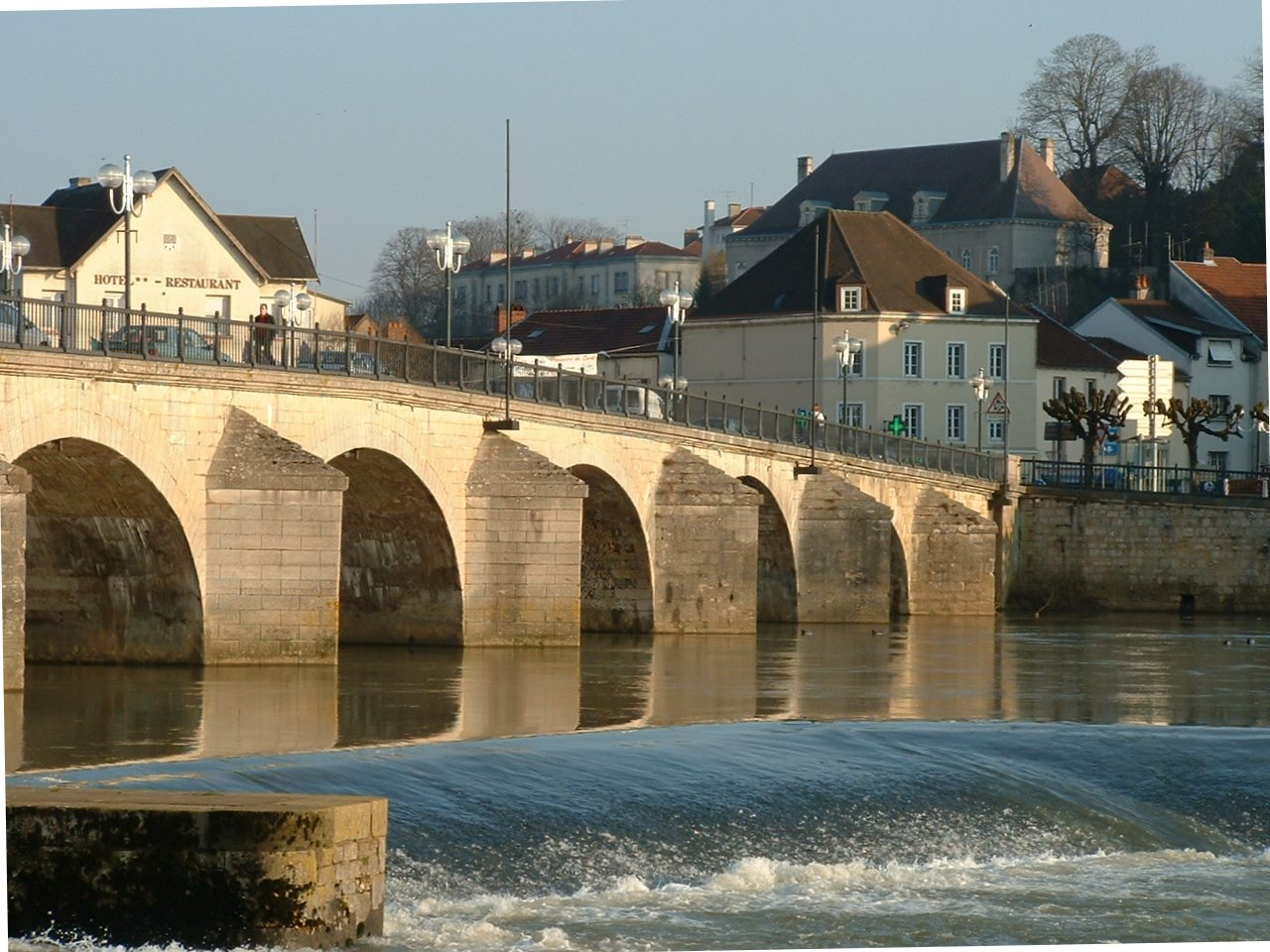
Pont principal del Saona a Gray
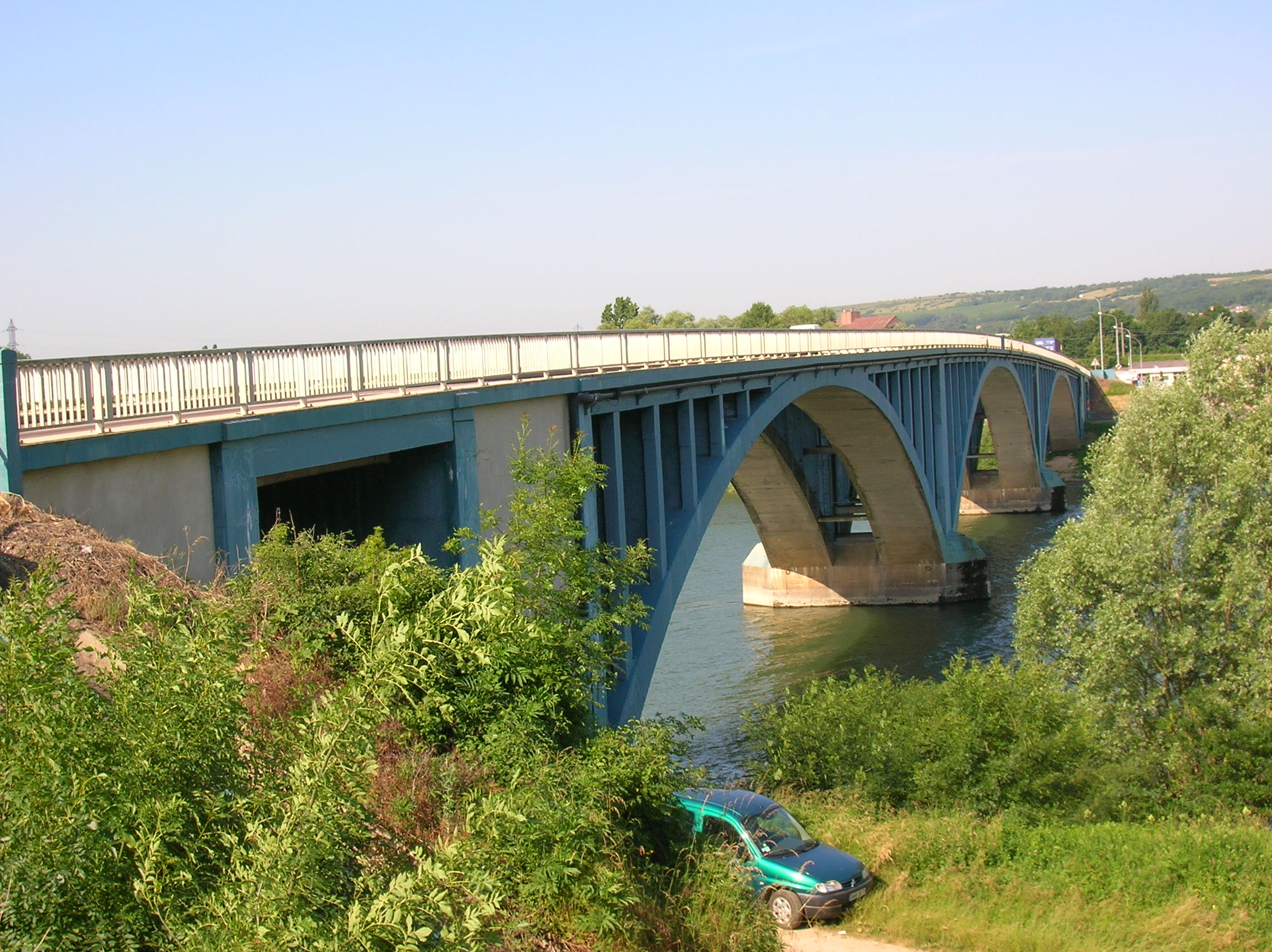
Pont del Saona a Tournus
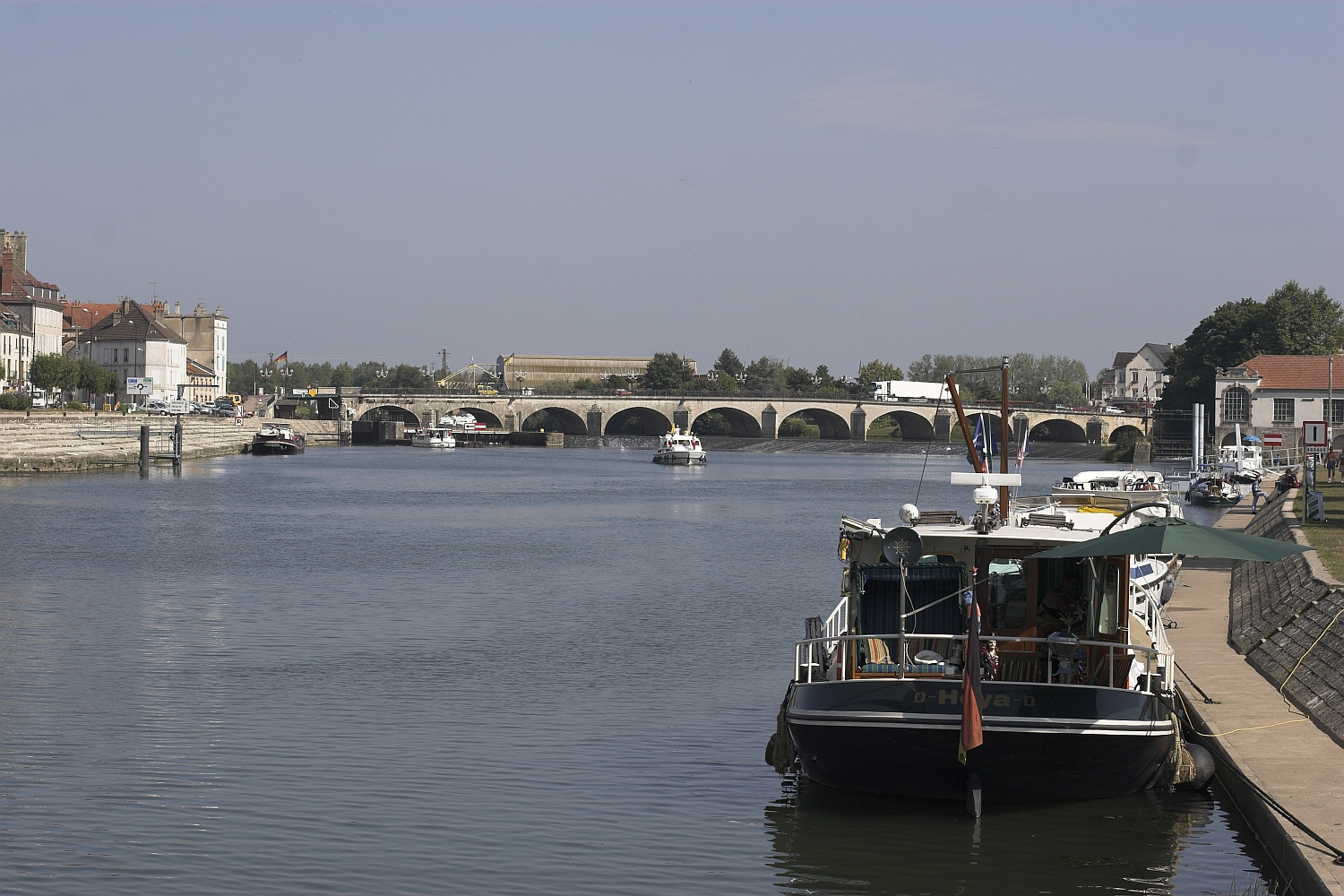
El Saona a Gray

## Hidrologia
El riu Saona té un règim pluvial, influït de vegades per la neu, amb una important influència oceànica. El sòl al seu naixement és poc propici a la infiltració, de manera que el terreny se satura ràpidament i, després de rebre les aigües del Lanterne, el cabal augmenta ràpidament i el riu es torna important.
El cabal mitjà interanual del Saona es registra des de l'any 1964 a l'estació hidrològica de Ray-sur-Saône, localitat situada uns trenta kilòmetres aigües avall de la confluència amb el Lanterre, entre Port-sur-Saône i Gray. El seu valor és de 59,7 m³/s, amb una superfície de la conca del lloc de 3740 km². Aquest valor oscil·la entre un màxim anual de 64,5 i un mínim de 54,8 m³/s.
Tot i això, aquest valor presenta importants fluctuacions en funció de l'estació de l'any. Per exemple, durant l'hivern (entre desembre i març) pateix crescudes que arriben a entre 76 i 108m³/s; en canvi, durant l'estiu (entre juliol i setembre) el cabal pot baixar fins als 12 m³/s el mes d'agost.
El valor màxim fou el registrat el 19 de desembre de 1982, en què es van produir inundacions per desbordament.